# David Williamson
David G. Williamson (* 20. října 1940) je britský historik a publicista. Je bývalým vedoucím historie a politiky na Highgate School. Specializuje se na dějiny Německa devatenáctého a první poloviny dvacátého století a vojenské dějiny druhé světové války.